# Palazzo Dessilani
Palazzo Dessilani sorge al centro di Fara Novarese, duecento metri dalla piazza della Parrocchiale.
Si tratta di un palazzo ottocentesco con facciata armonica e priva di fregi particolari. All'interno del cortile porticato vi è una fontana in marmo di Carrara. Al di la del cortile si apre un vasto giardino all'italiana.
Nei cortili adiacenti al palazzo sono presenti gli edifici dell'Azienda Vinicola Dessilani.

## Storia
Già proprietà Malaspina, il palazzo ed i suoi antichi possedimenti dividevano a metà l'abitato di Fara Novarese, occupando la zona collinare ad ovest ed una fascia di terreni pianeggianti ad est fino alla roggia Mora. Tale proprietà era divisa dalla Strada dal Zut (di Sotto), attuale Via Cesare Battisti, ove si trova l'ingresso del Palazzo.
La parte a valle era detta Archionata, si trattava di un vasto giardino rettangolare, poi partizionato e venduto nel 1950.
La parte verso le colline era, ed è ancora, occupata dai fabbricati residenziali ed agricoli, dal giardino all'italiana con viale pergolato centrale, dal vigneto storico.